# Vukanja
Vukanja (cyr. Вукања) – wieś w Serbii, w okręgu niszawskim, w gminie Aleksinac. W 2011 roku liczyła 600 mieszkańców.